# 하자리스탄

아프가니스탄의 민족지도. 하자리스탄 지역에는 하자라인(녹색)이 주로 거주한다.

하자리스탄(다리어: هزارستان Hazāristān)은 아프가니스탄 중앙고지대의 산악지역이다. 바바산맥을 통해 힌두쿠시산맥의 서쪽 끝과 연결된다. 하자라인들의 고향이며 이 지역 인구의 대부분을 하자라인이 차지하여, 하자리리스탄은 민족적이며 종교적으로 구분된다. 행정구역상으로는 바미얀주, 다이쿤디주, 구르주 전역과 가즈니주, 우루즈간주, 파르반주, 바르다크주의 일부가 해당한다. 이 지역의 주요 도시로는 바미얀, 야카울랑, 닐리, 랄와사르장갈, 상에마샤, 기자브, 베흐수드 등이 있다. 또한 카불강, 파라흐강, 하리강, 마르가브강, 발흐강, 쿤두즈강이 하자리스탄에서 발원한다.
"하자리스탄"이라는 말은 16세기에 바부르가 쓴 『바부르나마』에서 처음 발견된다. 유명한 지리학자 이븐 바투타가 1333년 호라산 지역을 여행했지만 하자리스탄이라는 이름을 기록하지 않은 것으로 보아 14세기까지는 하자리스탄이라는 지명은 사용되지 않았던 것으로 보인다.

## 같이 보기
- 하자라인